# Ján Sýkora
Ján Sýkora (* 14. září 1990, Československo) je slovenský hokejista. Hraje na postu útočníka.

## Hráčská kariéra
Statistiky Jána Sýkory
- 2010/2011 HC 05 Banská Bystrica
- 2011/2012 HC 05 Banská Bystrica
- 2012/2013 HC 05 Banská Bystrica
- 2013/2014 HC Škoda Plzeň
- 2014/2015 HC Škoda Plzeň BK Havlíčkův Brod (1. liga) (hostování)
- 2015/2016 HC Škoda Plzeň, HC Oceláři Třinec (hostování)
- 2016/2017 HC Oceláři Třinec ELH, HC Dynamo Pardubice
- 2017/2018 HC Dynamo Pardubice, ELH
- 2018/2019 HC Banská Bystrica TPL